# پونتوس یانسون
پونتوس اسون گوستو یانسون (سوئدی: Pontus Sven Gustav Jansson؛ زادهٔ ۱۳ فوریهٔ ۱۹۹۱) بازیکن فوتبال اهل سوئد است.

## باشگاهی
از باشگاه‌هایی که در آن بازی کرده‌است می‌توان به مالمو، تورینو، لیدز یونایتد و برنتفورد اشاره کرد.

## تیم ملی
وی همچنین در تیم ملی فوتبال سوئد بازی کرده‌است.